# Morten Ræhs den yngre
Morten Ræhs den yngre (1702-1766) var en dansk tværfløjtevirtuos, komponist og stadsmusikant. Han optræder under mange navneformer. Efternavnet som: Rahr, Rees, Rehs, Reis, Reitz, Retz, Rhæs, Ries, Riis, Ræhs, Ræss og Röhs og fornavnet som Martin, Martinus, Marthinus, Morten og Morton. Den hyppigst forekomne stavemåde er "Martinus Ræhs", men i dag skrives han "Morten Ræhs d.y.".

## Stadsmusikanter
Der vides ikke meget om danske komponister fra før 1800. De fleste navne, man støder på blandt musikere og komponister i Danmark i 16- og 1700-tallet, er udlændinge; tyskere, italienere og englændere. Hvis man endelig støder på danske undersåtter, er de tit holstenere eller måske 2. generationsimmigranter. Ydermere er det meste af den musik, som jo alligevel er blevet komponeret i Danmark i disse år, forsvundet. Det meste har sikkert kun foreligget i komponistens eget håndskrevne eksemplar og eventuelt en enkelt kopi. Først, hvis materialet blev trykt, fik det chance for at overleve til i dag.
Men musik var der. Og rundt om i landet blev den som regel udført af stadsmusikanterne og hans svende. Denne institution voksede frem i de større europæiske byer fra 1200-tallet, og f.eks. H.C. Lumbye måtte, så sent som midt i 1800-tallet, strides med Københavns stadsmusikant om retten til at afholde koncerter i Tivoli og andre steder.
Stadsmusikanten havde eneret på at levere festmusik, og det kunne tit være en mager affære med ringe fortjeneste, fordi publikum (også dengang) brugte sort arbejdskraft for at slippe billigere.

## Familien Ræhs
Morten Ræhs den yngre fødtes ind i en musikerfamilie. Hans far, Morten Ræhs den ældre (død 1733) var stadsmusikant først i Horsens 1699-1713 og siden i Aarhus.
Broderen Christian Ræhs (9/12 1710 – 5/10 1786) var violinist og fra 1760-1781 organist ved Holmens Kirke i København. På et tidspunkt var han koncertmester i kongens Hofviolonbande. Under et ophold i udlandet har han muligvis været elev hos den berømte violinvirtuos og komponist Giuseppe Tartini. Han formodes også at have komponeret og tilskrives 3 violinkoncerter, som stadig eksisterer.
Allerede før faderens død var Morten Ræhs den yngre udnævnt til hans efterfølger, og da han senere flyttede til København, overtog hans svigersøn Henrik Krag posten. En søn, Friedrich Ræhs, blev senere musikantsvend i København.
Morten Ræhs den yngre var dog ikke tilfreds med udsigten til at være stadsmusikant i Aarhus. Han rejste i udlandet og opholdt sig i 1720'erne i England, hvor han kan have stiftet bekendtskab med, og måske fået undervisning af, nogle af tidens store musikere og komponister såsom Händel, Geminiani, Barsanti og Loeillet. I 1726 vendte han hjem, men i 1732 rejste han igen til England, men måtte tiltræde sit embede i 1733, da faderen døde.

## Stadsmusikant i Aarhus 1733-1748
Også han havde problemer med at håndhæve sit privilegium på at levere festmusik. Han klagede sin nød til kongen, der gav ham lov til at opkræve en "bryllupsafgift", så han fik honorar, hvad enten han spillede eller ej. Også faderen Morten Ræhs d.æ. havde haft sine problemer. Selve kong Frederik IV måtte indskærpe aarhusianerne, at de ikke måtte prygle svende og lærlinge eller ødelægge deres instrumenter. Faderen vides at have rådet over 30 forskellige instrumenter, og sønnen overleverer nogle af sine instrumenter til svigersønnen: “en violon Cello, tvende Bassongs, tvende Hoboer, Hobodemors, tvende par valthorne, et sæt gode Bassonetter, et sæt gode Bassuner, tvende Octav flauter, [og] en god Cantelie Rok til at Spinde strenge paa”. Vi ved også, at sønnen Morten Ræhs d.y. i 1736 bor i en gård i Møllestien i Aarhus, med plads til fire svende. Der hørte stor frugt- og lysthave til med fire boder, et sidehus og stald, og her boede han til 1748, hvor svigersønnen overtager embedet.

## De sidste år
Morten Ræhs har sikkert ikke været tilfreds med jobbet som spillemand. Det var øjensynligt ikke almindeligt, at stadsmusikanterne også komponerede, så at Ræhs gjorde det, tages som udtryk for, at han havde ambitioner om at lave mere betydelig musik. I 1748 rejste han væk fra Aarhus, men først i 1754 genfindes han i København i Sankt Peders Stræde. I mellemtiden har han tilbragt nogen tid i Schwerin, hvor man har noteret en udbetaling til ham fra hoffet på 150 rigsdaler i juni 1748, sandsynligvis for at have komponeret 6 fløjtesonater, der stadig findes i de lokale arkiver.
I København spiller han uden regelmæssig løn i Hofviolonbanden. Nogen fast stilling får han ikke, men det er sandsynligt, at han i praksis har været den egentlig fløjtenist i kongens orkester. Han forsøgte at få et fast udkomme gennem embedet som stadsmusikant i København, og han fik faktisk kongens tilsagn om, at embedet skulle blive hans, når det blev ledigt. Det blev det i 1764, men Ræhs fik ikke stillingen. I stedet blev han fra 1. oktober 1765 bevilliget et underhold på 200 rigsdaler årligt, indtil han kunne få en fast plads i orkestret. Imidlertid døde han året efter som en fattig mand. Ifølge skiftedokumenterne var der en gæld på mindst 30 rigsdaler i boet.
Musikalsk har Morten Ræhs heller ikke efterladt sig nogen stor arv. 16 kammermusikstykker for fløjte og akkompagnement. Men hans liv fortæller om laget under de mere kendte navne, og studiet af hans sparsomme musik giver efter sigende gode oplysninger om musikkens udvikling mellem barok og rokoko (eller "den galante stil").